# Myotis volans
Myotis volans är en fladdermusart som först beskrevs av Harrison Allen 1866. Den ingår i släktet Myotis och familjen läderlappar. IUCN kategoriserar arten globalt som livskraftig.

## Underarter
Catalogue of Life samt Wilson & Reeder (2005) skiljer mellan fyra underarter:
- Myotis volans volans (H. Allen, 1866)
- Myotis volans amotus Miller, 1914
- Myotis volans interior Miller, 1914
- Myotis volans longicrus (True, 1886)

## Beskrivning
Myotis volans har en päls som varierar från rödbrun till nästan svart, med en undersida som inte är mycket ljusare än ovansidan. Öronen är ganska små och rundade. Kroppslängden är 8 till 10 cm, och vikten varierar mellan 5 och 10 g.

## Utbredning
Denna fladdermus förekommer i västra Nordamerika från södra Alaska (USA) i norr till delstaterna Jalisco och Veracruz (Mexiko) i syd. Arten når österut till Alberta i Kanada, till South Dakota i USA och till Nuevo León i Mexiko.

## Ekologi
Myotis volans förekommer framför allt i skogsområden, och mera sällan i torra områden. Arten kan påträffas mellan 60 och 3 770 meter över havet, vanligen mellan 2 000 och 3 000 meter. Underarten M. volans volans är dock främst en låglandsart som kan förekomma i Baja Californias ökenområden. Arten kan även påträffas i kanjonernas klippor samt i grottsystemen i Texas och Kansas.
Arten är aktiv under större delen av natten, med en topp under de 3 till 4 timmarna efter solnedgången. Individerna sover under dagen i bergssprickor, under lösa barkskivor, i övergivna byggnader eller i sprickor i bankar intill vattendrag. Kolonierna kan bli mycket stora, mellan 2 000 och 5 000 medlemmar. Arten utnyttjar inte grottor och gruvor för dagsömn, men de används för vinterdvalan och som viloplatser under natten.
Fladdermusen kan bli åtminstone 21 år gammal.

### Fortplantning
Individerna parar sig just innan de går i vintersömn på hösten (slutet av augusti till september). Honorna sparar sperman i sin kropp under vintersömnen, varför den egentliga befruktningen sker först från maj och framåt. Dräktiga honor och honor med ungar bildar särskilda yngelkolonier som kan uppgå till flera hundra individer. Honan föder en unge i slutet av juni till juli.

### Föda
Myotis volans, som är nattaktiv, börjar sin jakt i skymningen med en topp 3 till 4 timmar efter solnedgången. Den flyger i en snabb, rak flykt på 3 till 4 meters höjd över vattenytor, trädkronor och skogsgläntor. Födan består till största delen av nattfjärilar (75 %), men arten tar även termiter, flugor, skalbaggar, nätvingar, dvärgstritar och spindlar.
Som andra insektsätande fladdermöss har arten ett högfrekvent ekolokalisationsläte som hjälper den att finna föda. Denna art har dessutom ett lågfrekventare varningsläte, som den använder för att avvärja en hotande kollision om en annan individ av samma art skulle komma för nära.

## Bevarandestatus
IUCN kategoriserar arten globalt som livskraftig, och populationen är stabil. Man har inte registrerat några egentliga hot, men konstaterar att stängning av övergivna gruvor, vissa typer av skogsavverkning kan vara potertiella hot. I delstaten Oregon har man funnit rester av DDT i kroppen på denna art. Dessutom har man sedan 2007 kunnat konstatera kraftiga utbrott hos andra fladdermöss i samband med övervintringen av en dödlig svampsjukdom, White nose syndrome. Ännu (2016) har inga utbrott av denna sjukdom drabbat Myotis volans, men farhågor finns för att även denna art skall drabbas.